# Turystyczny Fundusz Gwarancyjny
Turystyczny Fundusz Gwarancyjny (TFG) – wyodrębniony rachunek w Ubezpieczeniowym Funduszu Gwarancyjnym.
Turystyczny Fundusz Gwarancyjny nie posiada osobowości prawnej i utworzony został w Ubezpieczeniowym Funduszu Gwarancyjnym, który zapewnia jego obsługę.
UFG odpowiada za zbieranie comiesięcznych deklaracji i składek na TFG składanych przez przedsiębiorców turystycznych oraz za egzekucję zaległości w tym obszarze.
Środki Funduszu przeznaczane są na pokrycie kosztów i zwrot wpłat podróżnym, w przypadku gdy środki finansowe pochodzące z zabezpieczeń finansowych na wypadek niewypłacalności organizatora turystyki okażą się niewystarczające.
Turystyczny Fundusz Gwarancyjny ze zgromadzonych środków:
- pokrywa koszty kontynuacji imprezy turystycznej lub koszty powrotu do kraju, obejmujące w szczególności koszty transportu i zakwaterowania, w tym także w uzasadnionej wysokości koszty poniesione przez podróżnych, w przypadku gdy organizator turystyki lub przedsiębiorca ułatwiający nabywanie powiązanych usług turystycznych, wbrew obowiązkowi, nie zapewnia tej kontynuacji lub tego powrotu,
- dokonuje zwrotu wpłat wniesionych tytułem zapłaty za imprezę turystyczną lub każdą opłaconą usługę przedsiębiorcy ułatwiającemu nabywanie powiązanych usług turystycznych, w przypadku gdy z przyczyn dotyczących organizatora turystyki lub przedsiębiorcy ułatwiającego nabywanie powiązanych usług turystycznych lub osób, które działają w ich imieniu, impreza turystyczna lub którakolwiek opłacona usługa przedsiębiorcy ułatwiającemu nabywanie powiązanych usług turystycznych nie została zrealizowana,
- zapewnia zwrot części wpłat wniesionych tytułem zapłaty za imprezę turystyczną odpowiadającą części imprezy turystycznej lub za każdą usługę opłaconą przedsiębiorcy ułatwiającemu nabywanie powiązanych usług turystycznych odpowiadającą części usługi, która nie została zrealizowana z przyczyn dotyczących organizatora turystyki lub przedsiębiorcy ułatwiającego nabywanie powiązanych usług turystycznych, lub osób, które działają w ich imieniu.